# Masuma Esmati-Wardak
Masuma Esmati-Wardak (ur. 1930 w Kabulu, zm. 22 sierpnia 2016 w Miluzie) – afgańska polityczka. Jedna z czterech pierwszych kobiet wybranych do parlamentu Afganistanu.
Minister edukacji Afganistanu w latach 1990–1992. Założycielka Afghan Women’s Council.

## Życiorys
W 1953 roku ukończyła studia na Kabul Women’s College w Kabulu, oraz zdobyła dyplom na amerykańskiej uczelni National Louis University w 1958 roku.
W 1959 roku, razem z Kubrą Noorzai, została jedną z pierwszych kobiet, które pojawiły się w miejscu publicznym ze zdjętym hidżabem, po tym jak królowa Homajra Begum zrobiła to jako pierwsza, po wezwaniu premier Afganistanu Mohammad Daud Chan do dobrowolnego zdejmowania nakrycia głowy przez kobiety.
W 1964 roku król Mohammad Zaher Szah mianował ją członkiem komitetu doradczego odpowiedzialnego za spisanie konstytucji Afganistanu z 1964 roku, która m.in. dawała kobietom prawo do głosowania oraz pozwalała im na kandydowanie w wyborach. W 1965 roku została wybrana do parlamentu z okręgu obejmującego Kandahar, gdzie działała na rzecz praw kobiet. Została jedną z czterech kobiet wybranych do parlamentu. Nie uzyskała reelekcji w 1969 roku, nie wybrano wtedy również żadnej innej kobiety.
W 1987 roku założyła Afghan Women's Council.
W latach 1990–1992 byłą ministrem edukacji w rządzie prezydenta Afganistanu Mohammada Nadżibullaha.